# А он не пришёл
«А он не пришёл» — песня, написанная Севарой Назархан и Сергеем Михалуком. Композиция была выпущена как первый сингл с первого русскоязычного альбома Севары Назархан, под псевдонимом «Севара & Эльф».

## Музыка и лирика
Инструментальня часть в песне, по мнению Дениса Ступникова из «KM.ru», доведена до «жизненно необходимого минимума», но композицию вытягивает голос и харизма Севары. Композицию отличает сдержанная электроаранжировка. Также песня имеет необычные стихи. Алексей Мажаев назвал их «очаровательно кретинскими» и привёл строчки из припева песни: «Собирала девочка малину, порвала зелёные колготки. У любви две половины — одна бывает сладкой, другая горькой. Собирала девочка малину, ягоды рассыпала в траве высокой. У любви две половины — одна бывает доброй, другая жестокой».

## Критика
На сайте проекта «МирМэджи» песню оценили низко, отметив только замысловатые стихи композиции. На сайте «NewsLab.ru» написали, что песня звучит здорово и описали её как «задумчивый хит-сингл».
Восторженную оценку песня получила в газете «Коммерсантъ». Борис Барабанов пишет, что песня «обезоруживающая». Он также отмечает сильный вклад в лирику Сергея Михалука: «Если по основному месту работы Михалок сейчас пашет ниву плакатного антиглобализма, то его талант лирика фонтанирует на альбоме Севары». Также позитивно оценена работа аранжировщиков и продюсеров песни Бруно Эллингема и Виктора Сологуба. В целом, автор считает, что «А он не пришёл» — это «не просто хит, это несбыточная мечта о русской поп-музыке, в которой есть и национальные черты, и западное качество, которую не стыдно ни слушать в плейере, ни петь в караоке».

## Чарты
Композиция не стала успешной в российском радиочарте, пробыв в ротации только семь недель и добравшись лишь до 201-го места.

## Список композиций
- Радиосингл[7]

| №  | Название                                    | Автор(ы)                        | Длительность |
| -- | ------------------------------------------- | ------------------------------- | ------------ |
| 1. | «А он не пришёл»                            | Севара Назархан, Сергей Михалок | 3:34         |
| 2. | «А он не пришёл» (DJ Iminoff / NZero Remix) | Севара Назархан, Сергей Михалок | 4:04         |

- Цифровой сингл[8]

| №  | Название         | Автор(ы)                        | Длительность |
| -- | ---------------- | ------------------------------- | ------------ |
| 1. | «А он не пришёл» | Севара Назархан, Сергей Михалок | 3:50         |